# Peltogaster contortus
Peltogaster contortus is een krabbezakjessoort uit de familie van de Peltogastridae. De wetenschappelijke naam van de soort is voor het eerst geldig gepubliceerd in 1958 door Boschma.